# Вахби, Хайфа
Хайфа Вахби (араб. هيفاء وهبي‎, латинские транслитерации Haifa/Haïfa Wehbe/Wahby; род. 10 марта 1965, Махруна) — ливанская актриса и певица, популярная на Ближнем Востоке (обычно признаётся второй по популярности после Нэнси Аджрам).

## Биография
Хайфа родилась и выросла в южном Ливане, её отец — шиит, мать — египетская христианка из семьи коптов. Она стала моделью в юном возрасте и завоевала титул "Мисс Южный Ливан" в возрасте шестнадцати лет. Её первый альбом «Время пришло» вышел в 2002, второй («Я хочу жить») — в 2005. Кроме того, Хайфа сыграла небольшие роли в нескольких фильмах и в сериале «Долина» (араб. الوادي‎), завоевавшем особую популярность среди арабской молодежи. В 2006 во время Ливано-Израильской войны Хайфа временно покинула страну и отправилась в Египет, где на одном из концертов выразила свою поддержку Хасану Насралле и Хезболле за сопротивление Израилю.

### Личная жизнь
В возрасте 18-ти лет вышла замуж за своего двоюродного брата Наср Файяд и имеет дочь Зейнаб Заза.  Через два года семейная пара развелась. 
У неё есть также три сестры Алия Вахби, Ханна Ямут и Рола Ямут . Брат Хайфы - Ахмед Вахби погиб в двадцатичетырехлетнем возрасте во время ливанской войны 1982 года .
В 2005 году Хайфа выходит замуж повторно – за саудовского бизнесмена Тарика-аль-Джаффали. По слухам, одно свадебное платье стоило 240 тыс. долларов США.
25 апреля 2009г. Хайфа Вахби вышла в третий раз замуж за египетского бизнесмена 36-летнего Ахмеда Аби Хашейме. Праздничное мероприятие обошлось в 9 миллионов долларов США. Сумма калыма (махр) составила 20 миллионов долларов США.
На данный момент певица встречается  Мохаммедом Вазири

## Дискография
- Howa El Zaman (араб. هو الزمن‎ — «Время пришло»), 2002
- Beddi Eish (араб. بدي عيش‎ — «Я хочу жить»), 2005
- Habibi Ana (араб. حبيبي أنا‎ — «Любимый мой»), 2008
- Maliket Jamal El Kon (араб. ملكه جمال الكون‎ — «Мисс Вселенная»),2012
- "Hawwa" (араб. حواء‎ - 2018

## Синглы
- Ragab
- Hyaat Alby
- Yabn El Halal
- Fakerni
- Maliket Jamal El Kon
- Mosh Adra Istanna
- 80 Million Ehsas
- Enta Tani
- Leik El Wawa
- Touta

## Фильмография

### Фильмы
- Sea of Stars (produced by  Pepsi) – released July, 2008
- Dokkan Shehata  – June 2009

### Телевидение
- Al Wadi (2005) – реалити-шоу, основанное на французском реалити-шоу La Ferme Célébrités.

## Награды
- 2002: The "Golden Lion" Award in Egypt.
- 2004: Best Young Female Arab singer in Egypt.[7]
- 2005: The Oscar for "ninashnash" for her song Baddi Eesh from her second album.
- 2005: The "Murex d'Or" award with the title "Best Artist of the Year".
- 2006: The "Murex d'Or" award with the title "Best Artist of the Year".
- 2009: The "Murex d'Or" award with title "Most Popular Lebanese Singer"[8]
- 2010: The "Murex d'Or" award with the title "Best singer actress"
- 2010: The "ART" Award for her role in her first Egyptian Film "Dokkan Shehata"
- 2011: World's Most Desirable Woman List No. 49 Rank[9]
- 2011: Most beautiful Arabian model cum actress list Ranked #2[9]
- 2011: Murex d'Or best song award, for "Yama Layaly."[10]